# SMDS
SMDS, (англ. Switched Multi-megabit Data Services) — пакетный сервис для передачи данных в LAN, WAN и MAN. SMDS основан на стандарте IEEE 802.6 DQDB. SMDS разбивал пакеты на более мелкие «ячейки», и фактически являлся предшественником ATM. В настоящее время не используется.
Увеличение пропускной способности каналов связи привело к потере SMDS своей ниши на рынке. Сейчас этот протокол полностью заменён Ethernet и подобными.
SMDS — это высокоскоростная служба с коммутацией пакетов, способная переносить большие объёмы данных со скоростями от 56 Кбит/с до 34 Мбит/с. Она широко внедряется операторами телефонии общественного пользования. SMDS не устанавливает логического соединения, то есть она не основана на виртуальных каналах. Один порт SMDS связывается с другим, вызывая его предопределенный адрес, а маршрут информации заранее не известен. Общественные операторы связи предлагают дополнительные услуги, например возможность фильтрования соединения SMDS. Стоимость соединения SMDS складывается из фиксированной месячной ренты и оплаты за использование. Первая зависит от выделенной пропускной способности, вторая от объёма передаваемых данных, но никак от географической удаленности портов.